# Paleozoologi

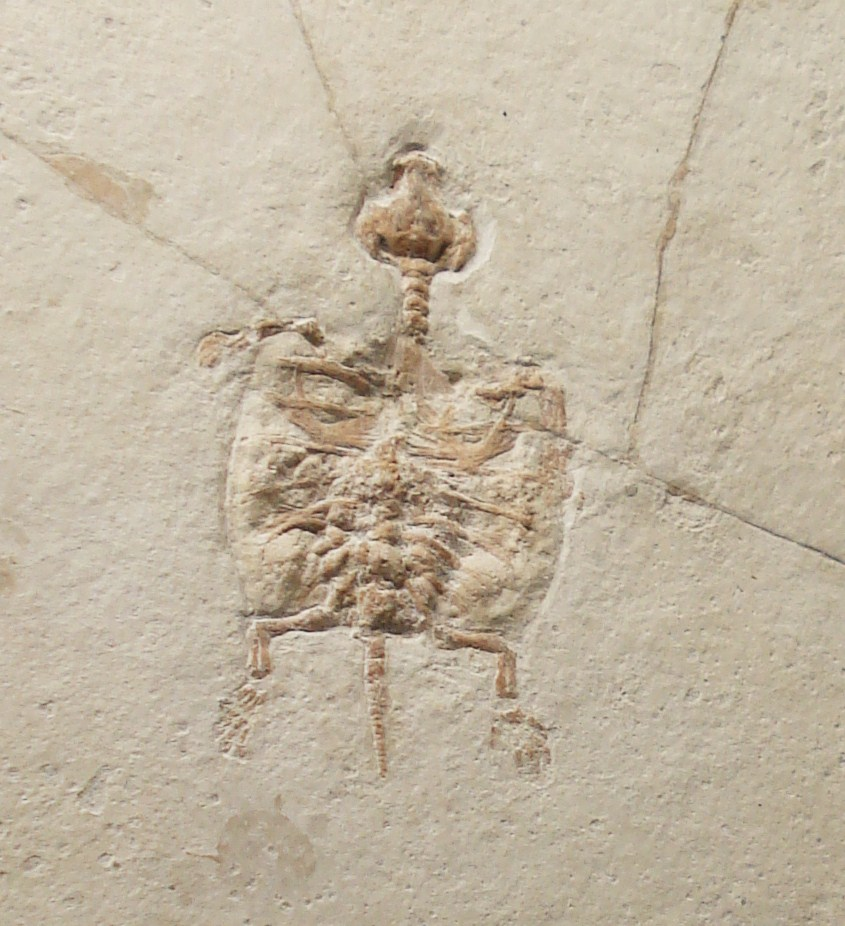
Fossil sköldpadda av arten Eurysternum wagleri.

Paleozoologi (från grekiskans παλαιόν, paleon "gammal" och ζῷον, zoon "djur") är läran om djurens förhistoria, och därmed en gren av paleontologin. Man kan spåra livet på jorden fyra miljarder år bakåt i tiden, men de äldsta fossil som otvetydigt härstammar från djur är endast drygt en halv miljard år gamla. Bland annat försöker man genom att studera det utdöda djurens morfologi placera in dem i det zoologiska systemet. Studiet av dinosaurierna är ett av de förmodligen mest kända områdena av paleozoologin. 